# Hakita-(Fe)
La hakita-(Fe) és un mineral de la classe dels sulfurs que pertany al subgrup de la hakita.

## Característiques
La hakita-(Fe) és una sulfosal de fórmula química Cu₆(Cu₄Fe2+₂)Sb₄Se12Se. Va ser aprovada com a espècie vàlida per l'Associació Mineralògica Internacional l'any 2022. Va ser publicada a la revista internacional Mineralogical Magazine per Jiří Sejkora et al. en el mes de novembre de 2024 amb el títol «Three new members of the hakite series, Cu₆(Cu₄Me²⁺₂)Sb₄Se₁₃: hakite-(Cd), hakite-(Fe) and hakite-(Zn) from the Bytíz deposit, uranium and base-metal Příbram ore district, Czech Republic». Les mostres que van servir per a determinar l'espècie, el que es coneix com a material tipus, es troben conservades a les col·leccions del departament de mineralogia i petrologia del Museu Nacional de Praga, a la República Txeca, amb el número de catàleg: p1p 11/2016, i al Museu d'Història Natural de la Universitat de Pisa (Itàlia), amb el número de catàleg: 20019.

## Formació i jaciments
Va ser descoberta a l'escombrera de la mina d'urani Núm. 16, situada a la localitat de Háje, al districte de Příbram (Bohèmia Central, República Txeca). Aquest indret és l'únic a tot el planeta on ha estat descrita aquesta espècie mineral.